# Sadok Bouaben
Sadok Bouaben (arabe : الصادق بوعبان), né en 1952, est un homme d'affaires tunisien, directeur de la Télévision tunisienne 1 de 1998 à 2000 et de 2011 à 2012.
Il est limogé après que sa chaîne ait invité Abir Moussa, ancienne secrétaire générale adjointe du Rassemblement constitutionnel démocratique, parti du président déchu Zine el-Abidine Ben Ali et désormais dissout.